# Запорная арматура
Запорная арматура — вид трубопроводной арматуры, предназначенный для перекрытия потока рабочей среды с определённой герметичностью. Она имеет наиболее широкое применение и составляет обычно около 80 % от всего количества применяемой арматуры. К запорной арматуре относят и пробно-спускную, и контрольно-спускную арматуру, используемую для проверки уровня жидкой среды в ёмкостях, отбора проб, выпуска воздуха из верхних полостей, дренажа и т. д.

## Типы устройств
Основные конструкции запорной арматуры:
- Краны (шаровые, пробковые)
- Клапаны
- Задвижки
- Дисковые затворы (заслонки)

## Требования к маркировке и документации
Запорная арматура должна иметь следующую маркировку:
- наименование или товарный знак изготовителя;
- условный проход, мм;
- условное давление, МПа (допускается указывать рабочее давление и допустимую температуру);
- направление потока среды (для вентилей);
- марку материала корпуса.

Арматура с условным проходом более 20 мм, изготовленная из легированной стали или цветных металлов, должна иметь паспорт установленной формы, в котором должны быть указаны данные по химсоставу, механическим свойствам, режимам термообработки и результатам контроля качества изготовления неразрушающими методами.